# Île Spotted
L'île Spotted (anglais : Spotted Island) (Île tachetée) (en inuttitut : Puktuksoak) est une grande île située au large de la côte est du Labrador, dans la province de Terre-Neuve-et-Labrador au Canada.

## Toponymie
Le nom de l'île trouve son origine dans l'alternance de falaises noires et blanches sur sa côte est.

## Géographie
L'île Spotted se trouve au large de la côte du Labrador, à la limite sud de la mer du Labrador. A cet endroit, la longue côte orientée du nord-ouest vers le sud-est s'oriente vers le sud.
L'île est de forme globalement allongée du nord-ouest vers le sud-est, mesurant 7,5 km de long sur environ 3 km de large.
Les côtes de l'île sont généralement rocheuses et découpées, avec une profonde baie et de nombreuses criques formant de petites péninsules . L'île est entourée de petites îles et îlots.
Au sud se trouve la grande île de Ponds (anglais : Island of Ponds) (île des Étangs).
Les deux îles sont séparées par le chenal de Domino Run, mesurant moins de 800 mètres de largeur minimale orienté de l'ouest vers l'est.
Le paysage de l'île se compose de roche nue tachetée de pelouses verdoyantes et de plans d'eau.

## Occupation humaine
L'île Spotted se situe dans l'une des principales zones de pêche du Labrador.
Au sud-est de l'île se trouve l'ancien établissement de pêche de Spotted Island (53° 29′ 36″ N, 55° 45′ 49″ O) fondé dans les années 1840 et abandonné dans les années 1970, dont les bâtiments se trouvent au fond du havre de Spotted Island Harbour ouvrant sur l'océan Atlantique à l'est.
Un autre établissement se trouvait dans le havre de Griffin Harbour, fondé dans les années 1830 et abandonné dans les années 1960 (53° 31′ 19″ N, 55° 48′ 31″ O).
En 1867, le port de Spotted Island a été le théâtre d'un sauvetage spectaculaire lorsque William Jackman a sauvé à lui seul 27 personnes d'un navire qui s'était échoué sur un récif.
Jusqu'en 1961, l'île abritait une station radar d'alerte précoce de la ligne Pinetree.

## Économie
Le bassin voisin de Hawke demeure l'une des principales zones de pêche à la crevette au monde.
Des réserves extractibles de pétrole se trouvent au fond de l'océan au large du Labrador.
La région est également riche en minerais communs.